# Kunming Hu

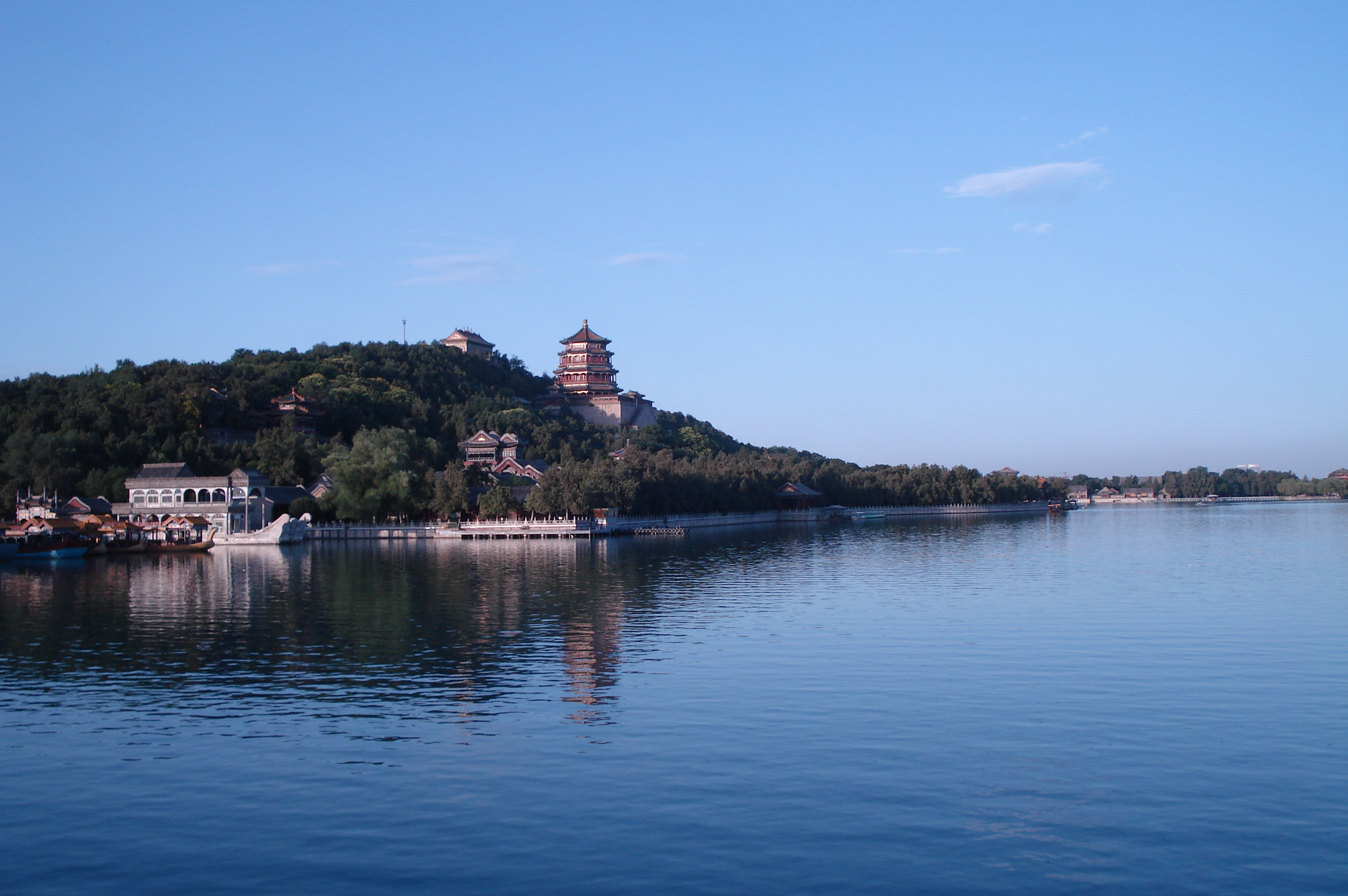
Wanshou Shan

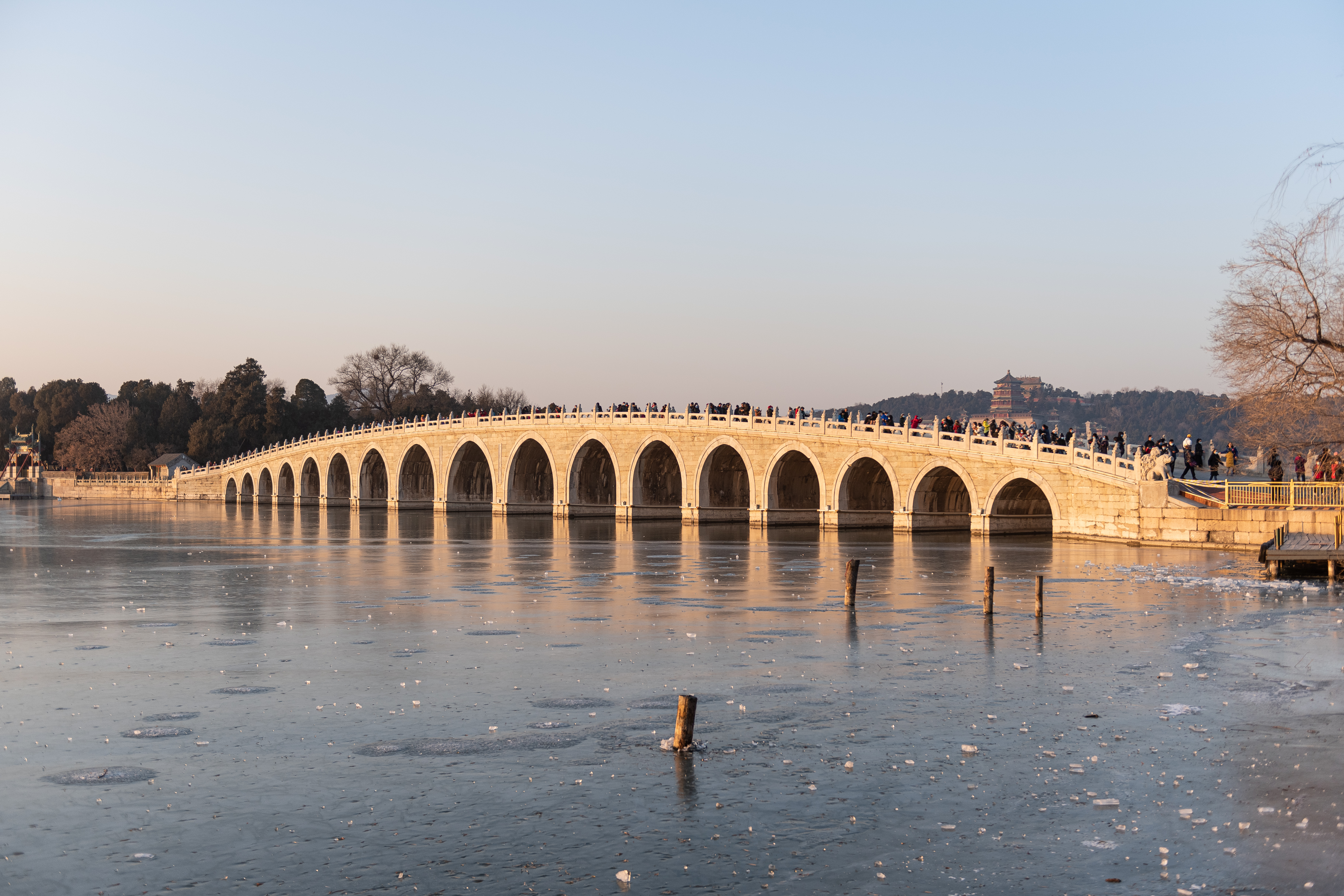
Siebzehn-Bogen-Brücke

Der Kunming Hu (chinesisch 昆明湖, Pinyin Kūnmíng Hú, englisch Kunming Lake – „Kunming-See“) ist der zentrale See auf dem Gelände des Sommerpalastes im Pekinger Stadtbezirk Haidian. Zusammen mit dem Berg bzw. Hügel der Langlebigkeit (Wanshou Shan, 万寿山, Wànshòu Shān) bildet der künstlich angelegte Kunming-See das wichtigste Landschaftselement der Gärten des Sommerpalastes. Eines der markantesten Bauwerke ist die Siebzehn-Bogen-Brücke.